# Església de l'Esperança (Barcelona)
L'Església de l'Esperança és un edifici situat al carrer de la Palma de Sant Just i la plaça de Sant Just de Barcelona, catalogat com a bé cultural d'interès local.

## Història
La Congregació de Nostra Senyora de l'Esperança va ser fundada el 1740 per Gaspar Sanz de Antona, governador militar de Barcelona. El 25 de març del 1749, la congregació va acordar la constitució d'un Mont de Pietat a exemple del de Madrid, que fou aprovat pel rei Ferran VI el 28 de gener del 1751. A l'Arxiu Històric de la Ciutat es conserven diverses plantes de l'edifici, que daten del 1775, 1781 i 1810, i el 1854 s'hi va realitzar una remunta segons el projecte del mestre d'obres Jaume Jambrú.
El 1923, el Mont de Pietat es va fusionar amb la Caixa de Pensions per a la Vellesa i d'Estalvis, i durant la Guerra Civil, l'edifici fou utilitzat com a magatzem de documents procedents de diversos arxius. Des del 2013 acull la seu de la Fundació de l'Esperança, que té un centre d'acollida temporal per a dones joves en situació de vulnerabilitat social a la casa veïna del núm. 4 (Casa de Recés).

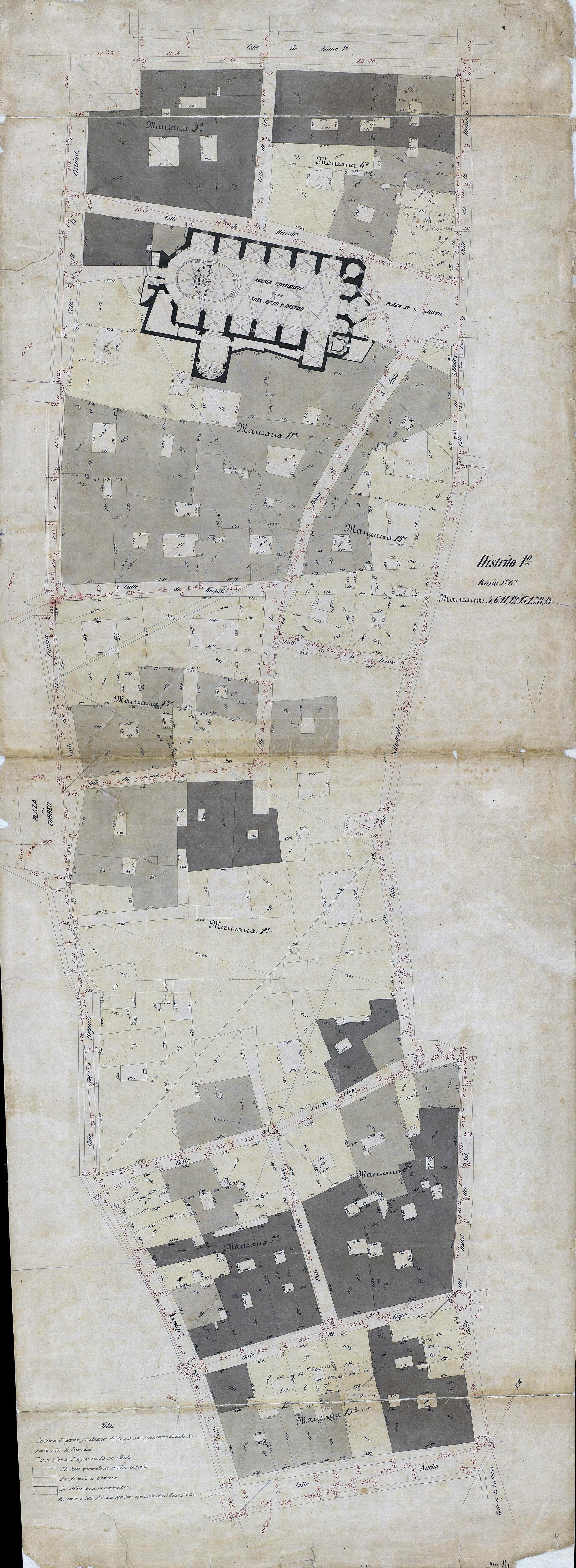
Quarteró núm. 11 de Garriga i Roca (c. 1860)

## Descripció
Es tracta d'un edifici de planta baixa, entresòl, tres pisos i golfes, que conté una petita església de nau única amb capelles laterals d'ornamentació barroca. El portal d'entrada és simple, d'arc molt rebaixat i emmarcat per carreus motllurats. Al damunt, i al peu d'una capelleta que conté una imatge de la Mare de Déu de l'Esperança, hi ha un gran escut reial. Completen la façana uns esgrafiats, realitzats modernament tot seguint models del segle xviii, a base de gerros florals i garlandes d'esperit rococó.
Les obertures es reparteixen en sis eixos verticals i sis d'horitzontals i s'hi observen balcons, balcons amb ampits i finestres estretes. L'accés a la casa té lloc per una porta a la dreta de la de l'església, que dona pas a la caixa d'escala interior.